# Australische Cricket-Nationalmannschaft in Neuseeland in der Saison 2016/17
Die Tour der australischen Cricket-Nationalmannschaft nach Neuseeland in der Saison 2016/17, auch als Chappell-Hadlee Tour 2016/17 bezeichnet, fand vom 30. Januar bis zum 5. Februar 2017 statt. Die internationale Cricket-Tour war Bestandteil der Internationalen Cricket-Saison 2016/17 und umfasste drei ODIs. Neuseeland gewann die Serie mit 2–0.

## Vorgeschichte
Neuseeland spielte zuvor eine Tour gegen Bangladesch, Australien gegen Pakistan. Das letzte Aufeinandertreffen der beiden Teams bei einer Tour fand in derselben Saison in Australien statt, bei der Australien alle drei ODIs gewonnen hat.

## Stadien
Die folgenden Stadien wurden für die Tour als Austragungsort vorgesehen und am 27. Mai 2016 bekanntgegeben.
| Stadion     | Stadt    | Kapazität | Spiele |
| ----------- | -------- | --------- | ------ |
| Eden Park   | Auckland | 50.000    | 1. ODI |
| Seddon Park | Hamilton | 10.000    | 3. ODI |
| McLean Park | Napier   | 22.500    | 2. ODI |

## Kaderlisten
Australien benannte seinen Kader am 23. Januar 2017.
| ODI | ODI |
| Neuseeland | Australien |
| --- | --- |
| - Kane Williamson (K) - Tom Blundell - Neil Broom - Dean Brownlie - Colin de Grandhomme - Lockie Ferguson - Martin Guptill - Matt Henry - Tom Latham (wk) - Colin Munro - Jimmy Neesham - Mitchell Santner - Tim Southee - Ross Taylor | - Matthew Wade (K) - Aaron Finch (VK) - Pat Cummins - James Faulkner - Peter Handscomb (wk) - Josh Hazlewood - Travis Head - Sam Heazlett - Mitchell Marsh - Glenn Maxwell - Steve Smith - Billy Stanlake - Mitchell Starc - Marcus Stoinis - Adam Zampa |

## One-Day Internationals

### Erstes ODI in Auckland
| 30. Januar Scorecard | Auckland | Neuseeland 286-9 (50)         | – | Australien 280 (47) |
|                      |          | Neuseeland gewinnt mit 6 Runs |   |                     |

### Zweites ODI in Napier
| 3. Februar Scorecard | Napier | Neuseeland     | – | Australien |
|                      |        | Spiel abgesagt |   |            |

### Drittes ODI in Hamilton
| 5. Februar Scorecard | Hamilton | Neuseeland 281-9 (50)          | – | Australien 257 (47) |
|                      |          | Neuseeland gewinnt mit 24 Runs |   |                     |